# Rosé
Roseanne Park (Auckland, 11 de febrero de 1997), más conocida por su nombre artístico Rosé, es una cantante surcoreana-neozelandesa. Nacida y criada en Auckland, Nueva Zelanda, y educada en Melbourne, Australia, Rosé se mudó a Seúl, Corea del Sur, donde en 2012 firmó con el sello YG Entertainment. Cuatro años después, en agosto de 2016, debutó como miembro del grupo femenino Blackpink. 
Debutó como solista el 12 de marzo de 2021, con el álbum sencillo R. Su sencillo principal, «On the Ground», la convirtió en la primera solista femenina de nacionalidad surcoreana en entrar en el listado UK Singles. En 2024, firmó con The Black Label y Atlantic Records y lanzó el sencillo «Apt.» junto a Bruno Mars como sencillo principal de su álbum debut Rosie (2024). «Apt.» lideró las listas en varios países. En Estados Unidos, Rosé se convirtió en la primera solista femenina surcoreana en ingresar al top 10 del Billboard Hot 100 con «Apt.» y en la tercera artista de nacionalidad neozelandesa, solo detrás de Kimbra y Lorde.Para noviembre de 2024, la popularidad de la canción hizo que Rosé obtuviera más de 50 millones de oyentes mensuales en Spotify, rompiendo el récord de la mayor cantidad de oyentes mensuales para un acto neozelandés y surcoreano en la plataforma.
Rosé ha recibido numerosos premios a lo largo de su carrera, entre ellos cinco récords mundiales Guinness, dos premios MAMA y el Asia Artist Award por Canción del Año. Es la persona neozelandesa más seguida en Instagram y la segunda surcoreana, solo detrás de Jennie. Fue incluida en la lista de «iconos vivos de Australia y Nueva Zelanda» de Rolling Stone. Además, ha sido reconocida por su influencia en la moda como embajadora global de Yves Saint Laurent y Tiffany & Co.

## Primeros años
Rosé nació el 11 de febrero de 1997 en Auckland, Nueva Zelanda, pero fue criada en Melbourne, Australia. De padres inmigrantes surcoreanos y con una hermana mayor, a la edad de siete años se mudó junto a su familia a Melbourne. Asistió inicialmente a la escuela primaria Kew East y se graduó en 2009, pasando a estudiar en la escuela secundaria Canterbury Girls Secondary College en Melbourne. Comenzó a cantar y aprendió a tocar la guitarra y el piano cuando era niña y actuó en coros de iglesias.

En 2012, Rosé asistió a una audición en Australia para el sello discográfico surcoreano YG Entertainment por sugerencia de su padre, ocupando el primer lugar de entre 700 participantes. Tras dos meses, abandonó la escuela, firmó con el sello como aprendiz y se mudó a Seúl. Inicialmente, pensó que la idea de su padre era una broma debido a la distancia y la dificultad de convertirse en cantante en el extranjero, afirmando:
En Australia, no pensé que hubiera muchas posibilidades de convertirme en cantante, especialmente de convertirme en una estrella del K-pop... Estaba viviendo tan lejos del país que nunca se me ocurrió realmente como posibilidad. 

## Carrera

### 2012–2016: Predebut
Tras su llegada a Seúl, Rosé comenzó su entrenamiento en calidad de aprendiz, el que duró cuatro años. El 15 de septiembre del mismo año, tuvo la oportunidad de participar en la canción «Without You» de su compañero de agencia G-Dragon, la cual estuvo incluida en el EP One of a Kind del cantante, siendo este su álbum debut como artista en solitario. Su nombre no fue publicado en el momento del lanzamiento y su crédito se reveló luego de su anuncio como miembro del futuro grupo de la compañía. La canción alcanzó el puesto número 10 en Gaon Music Chart de Corea del Sur y en el número 15 en la lista musical Billboard K-pop Hot 100.

### 2016-2020: Debut con Blackpink
El 22 de junio de 2016, YG Entertainment anunció que Rosé sería la última integrante de Blackpink, el nuevo grupo femenino de la compañía, que debutó el 8 de agosto del mismo año con el lanzamiento de Square One, un sencillo en CD que contenía las canciones «Boombayah» y «Whistle».
Tras el meteórico éxito de Blackpink, Rosé fue identificada rápidamente como una de las mejores voces del k-pop, siendo invitada a diversos programas de televisión para mostrar sus dotes vocales. En marzo de 2017, fue invitada al programa de música King of Mask Singer. Su interpretación fue muy bien recibida por parte del público, a lo que Rosé comentó que ella "no sabía si al público le gustaría [su] cantar" y que se sintió "feliz y aliviada" con el resultado positivo. En agosto de ese mismo año, Rosé apareció como intérprete en la segunda temporada del programa Fantastic Duo. El personal de producción del programa declaró que su intención era "revelar el atractivo vocal de Rosé, que es diferente de Blackpink".

### 2021-2022:R, primer álbum sencillo
El 2 de junio de 2020, YG Entertainment anunció que Rosé debutaría en solitario tras el lanzamiento del primer álbum de larga duración en coreano de Blackpink, The Album. El 30 de diciembre de 2020, en una entrevista con el medio de comunicación de Corea del Sur Osen, su sello reveló que la filmación de su vídeo musical debut comenzaría a mediados de enero de 2021. El 26 de enero, YG Entertainment lanzó un teaser promocional del debut en solitario de Rosé y anunció que el material de su proyecto en solitario se revelaría a través de su primer concierto en línea Blackpink Livestream Concert: The Show, el 31 de enero de 2021. En la ocasión, Rosé presentó por primera vez la canción «Gone», ganando comentarios positivos del sitio web de noticias coreano My Daily. Luego se informó que «Gone» correspondía al lado B de su próximo álbum. El 3 de marzo de 2021, YG Entertainment anunció oficialmente que el álbum debut de Rosé, tendría como título -R- y que se lanzaría el 12 de marzo de 2021, junto con su sencillo principal, «On the Ground».
Tras su lanzamiento, el vídeo musical de «On the Ground» registró 41,6 millones de visitas en las primeras 24 horas, batiendo el récord de 38,4 millones de visualizaciones que ostentaba PSY desde el año 2013 con su canción «Gentleman», convirtiéndose en el vídeo musical de un/a solista coreano/a con más reproducciones durante las primeras 24 horas. Luego de siete días desde su lanzamiento, el vídeo alcanzó las 100 millones de reproducciones, estableciendo un nuevo récord para solistas femeninas coreanas, superando la marca de su compañera de grupo Jennie con su canción «Solo» (2018), que había alcanzado dicha cifra en 23 días. La canción debutó y alcanzó el puesto número 1 tanto en las listas Billboard Global 200 como en Billboard Global Excl. U.S., siendo la primera canción de un solista coreano en lograrlo en la historia de estos charts. -R- también estableció el récord de ventas más altas en la primera semana por una solista coreana, con 448.089 copias vendidas. Luego de apenas 45 minutos después del lanzamiento, la plataforma china QQ Music registró más de 400,000 descargas del álbum sencillo, certificándolo con doble disco de platino. En 24 horas alcanzó el disco de diamante por 800,000 descargas en la misma plataforma. El 19 de marzo se informó que en China, el álbum había vendido más de 1,170,000 copias digitales solo a través de esta plataforma. El álbum debutó en la 2.ª posición en la lista Gaon Album Chart de Corea del Sur, mientras que en Japón se posicionó en el lugar 40 de la lista de Oricon. El 8 de abril, la compañía Hanteo, que registra las ventas físicas y digitales de los artistas en Corea del Sur, hizo oficial el récord de ventas de Rosé a través de dos certificados: el primero por haber vendido más de 200,000 copias en ventas de su álbum sencillo -R- y el segundo es por haber establecido un nuevo récord como la solista femenina coreana más vendida, con un total de 44,000 copias, superando la marca anterior de IU con Love Poem.
En el Billboard Hot 100, la canción alcanzó el puesto 70, convirtiéndose en la canción de mayor audiencia de una solista coreana en los Estados Unidos, además de conseguir diversas marcas con su presencia en este chart, entre otros, ser la segunda solista femenina en aparecer en esta lista después de CL y el quinto artista solista surcoreano en general de la historia. Tras su lanzamiento además, «On the Ground» encabezó la lista de ITunes en 51 regiones distintas del mundo, incluyendo entre otras, Estados Unidos, Brasil, México, Francia y Portugal, y situándose en el 8.º puesto del listado Global Top 50 de dicho servicio de transmisión musical.
El 19 de marzo, se informó que en China, el álbum de Rosé había vendido más de 1.170.000 copias digitales solo a través de la plataforma QQ Music, mientras que el 8 de abril, la compañía Hanteo, que registra las ventas físicas y digitales de los artistas en Corea del Sur, hizo oficial el récord de ventas de Rosé a través de dos certificados: el primero por haber vendido más de 200.000 copias en ventas de su álbum sencillo -R- y el segundo es por haber establecido un nuevo récord como la solista femenina coreana más vendida, con un total de 448.000 copias, superando la marca anterior de IU con «Love Poem» con 147.856 ejemplares.
El 9 de abril, el sitio oficial de Guinness World Records dio a conocer que Rosé había alcanzado dos récords mundiales tras el lanzamiento de su primer sencillo en solitario, uno con el vídeo de Música de YouTube más visto en 24 horas por un artista de k-pop en solitario tras llegar a las 41,6 millones de visitas; y además se convirtió en el primer artista en alcanzar el #1 en una lista Billboard Global como solista y como parte de un grupo, esto gracias a «On the Ground» y «Lovesick Girls» junto a Blackpink, donde ambos sencillos fueron N.º 1 en el chart de Billboard Global 200, además del chart Billboard Global Excl. U.S..
A finales de 2021, se informó que, junto a Lisa, fueron las estrellas solistas de k-pop más exitosas en la lista Billboard Global 200, al posicionar a «On the Ground» y «Gone» entre las cinco canciones con mayor tiempo de permanencia en la lista durante el año, con 7 y 3 semanas respectivamente.

### 2023-presente: Actividades en solitario yRosie
El 18 de octubre de 2024, Rosé publicó su hit mundial «Apt.» en colaboración con Bruno Mars. El 22 de noviembre «Number One Girl» fue publicado como el segundo sencillo del primer álbum de estudio Rosie. El álbum fue publicado el 6 de diciembre con el tercer sencillo «Toxic Till the End».
El 8 de mayo de 2025, Rosé lanzó el sencillo «Messy» como parte del álbum F1 the Album, banda sonora del drama deportivo de acción F1.

## Arte

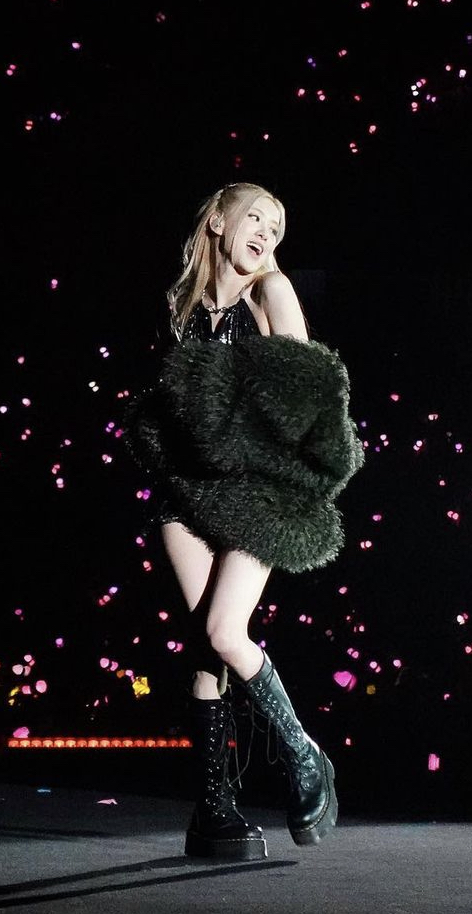
Rosé interpretando "Hard to Love" durante el segundo día del Pink World Tour en el Banc of California Stadium, Los Ángeles

### Influencias
A través de una entrevista de radio, Rosé mencionó a Taeyang, su compañero de agencia, miembro del grupo Big Bang, como uno de sus modelos a seguir en su carrera musical. Como música, Rosé también reveló que considera a la cantante estadounidense Tori Kelly como una inspiración para su estilo musical. La voz de Rosé ha recibido reconocimiento en la industria del k-pop por su distintivo timbre vocal, luego de su debut como miembro de Blackpink. Tras la actuación de Rosé en un episodio del programa Fantastic Duo, la cantante surcoreana Gummy, a quien Rosé también citó como uno de sus modelos musicales, afirmó que "la voz [de Rosé] es tan única, es el [tipo de] voz que adoran los jóvenes".

## Imagen pública

### Publicidad
En enero de 2017, Rosé junto a su  compañera de grupo, Jisoo, fueron rostros de la campaña New Balm Cushion para la marca de cosméticos Moonshot. En octubre de 2018, fue modelo de Adidas para la campaña de ropa deportiva Long Padded Winter Jacket. En noviembre de 2018, también junto a Jisoo, fueron seleccionadas como modelos de patrocinio para la marca de cosméticos surcoreana Kiss Me, para la campaña HeroineMake Long & Curl / Volume. En octubre de 2019, Rosé se reveló como un modelo de promoción para el videojuego de rol en línea Perfect World móvil.
En mayo de 2020, fue rostro para la marca de cuidados de cabello Pantene, para su producto New Silky Smooth Care.
Además, como miembro de Blackpink y junto a sus compañeras, ha sido rostro y modelo de importantes marcas a nivel mundial, como Reebok, Nike y Puma en marcas de ropa; Coca-Cola, Pepsi y Nestlé en productos de consumo; OLens, LG Corporation, Kia Motors, Samsung y Banco KBank.
En febrero de 2022, la cadena comercial de tiendas de descuento Homeplus, con presencia en gran parte de Corea del Sur, anunció a Rosé junto al actor Yeo Jin-goo como los rostros oficiales de la campaña de marketing a gran escala para conmemorar el 25.º aniversario de la fundación de la compañía, que incluyó publicidad gráfica y audiovisual a lo largo de todo el país. En agosto del mismo año, Rosé fue escogida como rostro de la marca de cosméticos Sulwhasoo, en ocasión de la conmemoración del 25.º aniversario del lanzamiento de su producto Yoonjo Essence.

### Moda
Desde su debut, Rosé ha sido portada de diversas revistas de moda, tanto en Corea como en otros países en Asia, como CéCi, Dazed, W, además de revista Elle en sus ediciones de Corea, Tailandia y Hong Kong, y la edición china de Dazed; en la gran mayoría, siendo modelo de Yves Saint Laurent.
En la edición de agosto de 2020 de la revista W, Rosé fue rostro de la marca de relojes Omega, mientras que en la edición de octubre de la misma revista, fue modelo para la marca de joyas Tiffany & Co., en la que lució un collar de 57 quilates de zafiros y diamantes, valorado en $885,000 dólares.
En 2020, Rosé fue nombrada embajadora global de la reconocida marca Yves Saint Laurent por Anthony Vaccarello, convirtiéndose en su primera embajadora global en 59 años, siendo el rostro mundial de la campaña de otoño de 2020 para la marca. En 2021, Rosé se convirtió en la musa de la marca de cosméticos de lujo Yves Saint Laurent Beauté.
En abril de 2021, Rosé fue portada de la revista Vogue Australia, luciendo un vestido de Yves Saint Laurent de $3,100 dólares, en lo que es su primera colaboración con la revista de su país natal, bajo el título "Rosé de Blackpink, nuestra superestrella global del k-pop".
El 21 de abril de 2021, fue anunciado que Rosé se convertía en la nueva embajadora global de la empresa estadounidense Tiffany & Co., compañía con la que ya había trabajado anteriormente, sumándose a una lista que ha incluido celebridades como Lupita Nyong'o, Elle Fanning y el actor y músico chino Jackson Yee. Como parte del anuncio, Rosé fue imagen de la campaña digital "HardWear" de la marca, donde lució elegantes collares de oro de 18 quilates.
El 16 de agosto de 2021, Rosé fue anunciada públicamente como la nuevo modelo y rostro de la marca de ropa unisex 5252 de O!Oi de Corea del Sur. La marca señaló que «Rosé tiene la influencia y el encanto inigualable como artista mundial de k-pop, siendo seleccionada como modelo en línea con la dirección que persigue la marca».
El 13 de septiembre de 2021, Rosé fue invitada al importante evento benéfico de moda Met Gala en la ciudad de New York, en su calidad de embajadora global de la marca Yves Saint Laurent y como invitada especial del Director Creativo de la marca, Anthony Vaccarello, convirtiéndose en la primera artista femenina de k-pop en asistir al evento, y en donde compartió con figuras como Gigi Hadid, Olivia Rodrigo, Kim Petras, Rihanna y Talia Ryder. Dos semanas después, Rosé asistió a la Semana de la Moda de París como invitada especial para el desfile Primavera/Verano 2022 de Yves Saint Laurent, realizado a los pies de la Torre Eiffel.
En febrero de 2022, Rosé protagonizó la campaña de la colección Primavera 2022 de Yves Saint Laurent en Corea del Sur, revelada de manera exclusiva en revista W en su edición surcoreana, mientras que en marzo de 2022, fue parte de la fiesta exclusiva Hollywood Glam Pre-Oscar de Saint Laurent realizada en Hollywood, junto a personalidades como Al Pacino, Andie MacDowell, Anja Rubik, Dominic Fike, Zoë Kravitz, y Maika Monroe, entre otros.
En junio de 2022, la revista Vogue en su edición especial australiana presentó una extensa entrevista realizada a Rosé, acompañada de una sesión de fotos realizada por el director de cine y productor australiano Baz Luhrmann.

## Impacto e influencia
Desde 2018, ha aparecido en la lista de reputación de marca de celebridades femeninas del Instituto Coreano de Investigación Empresarial, una tabla que rastrea a las celebridades coreanas con la mayor cantidad de búsquedas e interacciones en línea. Tras alcanzar la segunda posición en febrero de 2021, solo por debajo de su compañera de grupo, Jennie, al mes siguiente consiguió por primera vez el primer lugar de la lista.
En enero de 2021, Rosé se convirtió en la tercera persona coreana más seguida en Instagram, con más de 34 millones de seguidores.
En el contexto del lanzamiento de su primer álbum como solista, en marzo de 2021 estrenó su canal personal en YouTube y abrió su cuenta personal en la red social TikTok, alcanzando en ésta, durante la primera semana, 7,5 millones de seguidores.
En un artículo de la revista The Times del Reino Unido sobre la ola coreana en música, moda y televisión publicado el 18 de octubre de 2021, se mencionó a Rosé como la "reina" de entre todos los actos más influyentes, señalando que «comenzó como parte del grupo de chicas Blackpink y ahora es una influencer de la moda por derecho propio, que posee un atractivo universal que se extiende a todos los continentes».
En octubre de 2021, tras la participación de Rosé en la Semana de la Moda de París y la realización de los cuatro principales eventos de moda de la temporada, la compañía de análisis de datos Launchmetrics señaló en su resumen financiero que el éxito de Yves Saint Laurent, que incrementó su Valor de Impacto en los Medios (MIV) a $28.6 millones de dólares, se consiguió, en gran parte, gracias al trabajo de Rosé para la marca.
En febrero de 2022, el cantante y compositor estadounidense Shamir reveló que una de las canciones que inspiró a su nuevo álbum Heterosexuality (2022) fue «On the Ground» de Rosé. En agosto del mismo año, Rosé fue incluida por la revista Variety en su reporte 2022 sobre actores, músicos y creadores de contenido menores de 25 años que están dejando huella con su trabajo. En noviembre del mismo año fue portada de la edición N.º 12 de la revista francesa Mastermind Magazine, publicación bianual en donde solo artistas muy seleccionados forman parte de la misma.
En noviembre de 2023, Rosé fue invitada por la Primera dama de los Estados Unidos, Jill Biden, a un evento de concientización sobre salud mental, como parte de varios eventos organizados para las esposas de los líderes del Asia-Pacífico en California para el Foro Anual de Cooperación Económica del Asia-Pacífico, en donde participaron además el director Ejecutivo de Apple, Tim Cook; la Primera dama de Corea del Sur, Kim Keon-hee; la esposa del Primer ministro de Papúa Nueva Guinea, Rachael Marape; y la Primera dama de Filipinas, Louise Araneta-Marcos.
El 22 de noviembre de 2023, Rosé junto a sus compañeras de grupo, fue reconocida por el Rey Carlos III del Reino Unido como Miembro Honoraria de la Orden del Imperio Británico (MBE) en una ceremonia en donde también estuvieron presentes el presidente surcoreano, Yoon Suk-yeol y la primera dama, Kim Keon-hee. Rosé recibió la distinción durante una investidura privada en la Sala 1844 del Palacio de Buckingham. Los honores se otorgaron por órdenes del Gobierno del Reino Unido, luego del apoyo que el país recibió de parte de Blackpink durante una campaña para resaltar el cambio climático.

## Discografía

### Álbumes de estudio
| Álbum | Detalles | Mejores posiciones | Mejores posiciones | Mejores posiciones | Mejores posiciones | Mejores posiciones | Ventas         | Certificaciones    |
| Álbum | Detalles | COR                | JPN                | JPN Comb.          | UK                 | US                 | Ventas         | Certificaciones    |
| ----- | --- | ------------------ | ------------------ | ------------------ | ------------------ | ------------------ | -------------- | ------------------ |
| Rosie | - Lanzamiento: 6 de diciembre de 2024 - Discográfica: The Black Label, Atlantic Records - Formatos: CD, LP, descarga digital, streaming | 2                  | 10                 | 8                  | 4                  | 3                  | - COR: 390 299 | - KMCA: 2× Platino |

### Álbumes sencillo
| Álbum | Detalles | Mejores posiciones | Mejores posiciones | Ventas         | Certificaciones                         |
| Álbum | Detalles | COR                | JPN                | Ventas         | Certificaciones                         |
| ----- | --- | ------------------ | ------------------ | -------------- | --------------------------------------- |
| R     | - Lanzamiento: 12 de marzo de 2021 - Discográfica: YG Entertainment, Interscope Records - Formatos: CD, LP, descarga digital, streaming | 2                  | 40                 | - COR: 604,745 | - KMCA: 3× Platino - QQ Music: Diamante |

### Sencillos
| Título                                                                                       | Año  | Mejores posiciones | Mejores posiciones | Mejores posiciones | Mejores posiciones | Mejores posiciones | Mejores posiciones | Mejores posiciones | Mejores posiciones | Mejores posiciones | Mejores posiciones | Ventas        | Álbum        |
| Título                                                                                       | Año  | COR                | COR Billb.         | AUS                | MLS                | NZ                 | SGP                | UK                 | US Glob.           | US                 | US World           | Ventas        | Álbum        |
| -------------------------------------------------------------------------------------------- | ---- | ------------------ | ------------------ | ------------------ | ------------------ | ------------------ | ------------------ | ------------------ | ------------------ | ------------------ | ------------------ | ------------- | ------------ |
| «On the Ground»                                                                              | 2021 | 4                  | 3                  | 31                 | 2                  | 3                  | 1                  | 43                 | 1                  | 70                 | 10                 | - WLD: 29,000 | R            |
| «Gone»                                                                                       | 2021 | 6                  | 5                  | 63                 | 1                  | 6                  | 2                  | —                  | 29                 | —                  | 15                 | - WLD: 25,000 | R            |
| «Apt.» (con Bruno Mars)                                                                      | 2024 | 1                  | 1                  | 1                  | —                  | 1                  | 1                  | 2                  | 1                  | 8                  | 1                  |               | Rosie        |
| «Number One Girl»                                                                            | 2024 | 12                 | 14                 | —                  | —                  | —                  | 4                  | 84                 | 29                 | —                  | —                  |               | Rosie        |
| «Toxic Till the End»                                                                         | 2024 | 4                  | 4                  | —                  | —                  | —                  | 2                  | 72                 | 15                 | —                  | —                  |               | Rosie        |
| «Messy»                                                                                      | 2025 | 99                 | —                  | —                  | —                  | —                  | 6                  | 100                | —                  | —                  | —                  |               | F1 the Album |
| «On My Mind» (con Alex Warren)                                                               | 2025 | —                  | —                  | —                  | —                  | —                  | —                  | 37                 | —                  | —                  | —                  |               |              |
| «—» indica que el lanzamiento no se posicionó en la lista o no se publicó en ese territorio. |      |                    |                    |                    |                    |                    |                    |                    |                    |                    |                    |               |              |

### Otras canciones en listas
| Título                                                                                       | Año  | Mejores posiciones | Mejores posiciones | Mejores posiciones | Mejores posiciones | Mejores posiciones | Mejores posiciones | Mejores posiciones | Mejores posiciones | Mejores posiciones | Mejores posiciones | Ventas              | Álbum         |
| Título                                                                                       | Año  | COR                | COR Billb.         | AUS                | MLS                | NZ Hot             | SGP                | UK                 | US                 | US World           | Glob.              | Ventas              | Álbum         |
| -------------------------------------------------------------------------------------------- | ---- | ------------------ | ------------------ | ------------------ | ------------------ | ------------------ | ------------------ | ------------------ | ------------------ | ------------------ | ------------------ | ------------------- | ------------- |
| «Without You» (con G-Dragon)                                                                 | 2012 | 10                 | 15                 | —                  | —                  | —                  | —                  | —                  | —                  | —                  | —                  | - COR (DL): 646,074 | One of a Kind |
| «Hard to Love»                                                                               | 2022 | 87                 | 22                 | 65                 | —                  | —                  | 5                  | —                  | —                  | —                  | —                  |                     | Born Pink     |
| «3am»                                                                                        | 2024 | 79                 | —                  | —                  | —                  | 6                  | 14                 | —                  | —                  | —                  | 165                |                     | Rosie         |
| «Two Years»                                                                                  | 2024 | 84                 | —                  | —                  | —                  | 7                  | 13                 | —                  | —                  | —                  | 183                |                     | Rosie         |
| «Drinks or Coffee»                                                                           | 2024 | 83                 | —                  | —                  | —                  | 3                  | 12                 | —                  | —                  | —                  | 151                |                     | Rosie         |
| «Gameboy»                                                                                    | 2024 | 77                 | —                  | —                  | —                  | —                  | 20                 | —                  | —                  | —                  | 177                |                     | Rosie         |
| «Stay a Little Longer»                                                                       | 2024 | 88                 | —                  | —                  | —                  | —                  | 18                 | —                  | —                  | —                  | 198                |                     | Rosie         |
| «Not the Same»                                                                               | 2024 | 116                | —                  | —                  | —                  | —                  | —                  | —                  | —                  | —                  | —                  |                     | Rosie         |
| «Call It the End»                                                                            | 2024 | 107                | —                  | —                  | —                  | —                  | —                  | —                  | —                  | —                  | —                  |                     | Rosie         |
| «Too Bad for Us»                                                                             | 2024 | 115                | —                  | —                  | —                  | —                  | —                  | —                  | —                  | —                  | —                  |                     | Rosie         |
| «Dance All Night»                                                                            | 2024 | 114                | —                  | —                  | —                  | —                  | —                  | —                  | —                  | —                  | —                  |                     | Rosie         |
| «—» indica que el lanzamiento no se posicionó en la lista o no se publicó en ese territorio. |      |                    |                    |                    |                    |                    |                    |                    |                    |                    |                    |                     |               |

## Filmografía

### Documentales
| Año  | Título                                      | Cadena/Productora | Notas                                           | Ref.    |
| ---- | ------------------------------------------- | ----------------- | ----------------------------------------------- | ------- |
| 2020 | Coachella: 20 years in the desert           | YouTube Originals | Participación del grupo en Coachella 2019       | [ 128 ] |
| 2020 | Blackpink: Light Up the Sky                 | Netflix           | Detalles de la historia del grupo               | [ 129 ] |
| 2021 | Blackpink: The Movie                        | YG Entertainment  | Película documental sobre la historia del grupo | [ 130 ] |
| 2024 | Blackpink World Tour [Born Pink] in Cinemas | YG Entertainment  | Película documental sobre su gira mundial       | [ 131 ] |

### Series documentales
| Año  | Título                             | Cadena | Notas                                            | Ref.    |
| ---- | ---------------------------------- | ------ | ------------------------------------------------ | ------- |
| 2021 | Legendary Stage Archive K          | SBS    | Serie documental sobre el k-pop. Ep. 1           | [ 132 ] |
| 2021 | Next Entertainment, 2020 Visionary | tvN    | Serie documental sobre los 2020 Visionary. Ep. 5 | [ 133 ] |

### Series
| Año  | Título                    | Cadena  | Rol             | Notas                     | Ref.    |
| ---- | ------------------------- | ------- | --------------- | ------------------------- | ------- |
| 2018 | YG Future Strategy Office | Netflix | Como ella misma | Cameo. Ep. 1 "Family Day" | [ 134 ] |

### Docu-realities
| Año       | Título                | Cadena  | Notas                                                | Ref.    |
| --------- | --------------------- | ------- | ---------------------------------------------------- | ------- |
| 2018      | Blackpink House       | JTBC    | Primer reality del grupo                             | [ 135 ] |
| 2019      | Blackpink Diaries     | V Live  | Seguimiento al World Tour 2018-2020                  | [ 136 ] |
| 2020      | 24/365 with Blackpink | YouTube | Seguimiento al grupo y preparación de su nuevo disco | [ 137 ] |
| 2022-2023 | Born Pink Memories    | YouTube | Seguimiento al Born Pink World Tour y promociones    | [ 138 ] |